# Luis de Grandes Pascual
Luis de Grandes Pascual (ur. 27 stycznia 1945 w Guadalajarze) – hiszpański polityk i prawnik, wieloletni poseł do Kortezów Generalnych, deputowany do Parlamentu Europejskiego VI, VII i VIII kadencji.

## Życiorys
Ukończył studia prawnicze na Uniwersytecie Complutense w Madrycie. Uzyskał uprawnienia adwokata, praktykował w izbach adwokackich regionu madryckiego, dołączył do fundacji zajmujących się badaniami społecznymi i kwestiami demokracji.
Na fali przemian w drugiej połowie lat 70. zaangażował się w działalność polityczną. Został sekretarzem generalnym ds. młodzieży Unii Demokratycznego Centrum. Później został członkiem Partii Ludowej.
W latach 1977–1979 zasiadał w komisji konstytucyjnej konstytuanty. W okresach 1979–1982, 1986–1989 i 1993–2004 sprawował mandat posła do Kongresu Deputowanych. Był także wybierany do regionalnego parlamentu Kastylii-La Manchy (na kadencje 1983–1987 i 1991–1995).
W tym 2004 został posłem do Parlamentu Europejskiego. W VI kadencji PE zasiadał w grupie EPP-ED oraz Komisji Transportu i Turystyki. W wyborach europejskich w 2009 i 2014 odnawiał mandat na kolejne kadencje.
Odznaczony m.in. chilijskim Orderem Bernardo O’Higginsa.